# Out of Mind, Out of Sight
Out of Mind, Out of Sight (Loca e invisible en España y Fuera de la mente, fuera de la vista en Hispanoamérica) es el undécimo episodio de la primera temporada de la serie de televisión estadounidense Buffy, la cazavampiros. También conocido como Invisible Girl, la narración sigue a Buffy que debe investigar unos extraños sucesos provocados por una entidad invisible.
El guion estuvo a cargo de Joss Whedon, Ashley Gable y Thomas A. Swyden, y fue dirigido por Reza Badiyi.

## Argumento
Cuando se acerca la fecha del baile de primavera, el nuevo novio de Cordelia (Charisma Carpenter) es misteriosamente atacado y golpeado en la escuela con un bate de béisbol que no sujetaba nadie. El atacante dejó un mensaje en la taquilla («Mira»), lo que lleva a Buffy (Sarah Michelle Gellar) a creer que no es uno de los monstruos habituales. Giles (Anthony Head) sugiere que puede ser una criatura invisible o un fantasma. Ocurre otro ataque, siendo esta vez la víctima Harmony (Mercedes McNab), una amiga de Cordelia, que es empujada escaleras abajo sin que aparentemente nadie la haya tocado. Tras escuchar la voz de una chica, Buffy cree que la atacante invisible no es tan lista como parece.
Con la ayuda de Willow (Alyson Hannigan) trata de conseguir la lista de los niños desaparecidos, creyendo que la chica invisible es uno de ellos. Mientras tanto, en la biblioteca Ángel (David Boreanaz) le dice a Giles que está preocupado por Buffy: presiente que algo malo va a pasar pero no sabe qué.
Cordelia es elegida reina del baile de primavera de la escuela y Buffy está convencida de que ella es la clave en los dos misteriosos ataques. Encuentran una chica en la lista de Willow, Marcie Ross (Clea DuVall), que podría ser la atacante. Marcie estaba en una banda de música del instituto y desde que es invisible se esconde en el techo del aula donde daba las clases. Buffy descubre el escondite de Marcie, donde encuentra todo tipo de cosas que la chica invisible ha estado escondiendo. Hay otra nueva víctima, la profesora de Cordelia, y un nuevo mensaje: «Escucha».
Las investigaciones sacan a la luz que Marcie acudía a clase con todos pero nadie la veía, ni tan siquiera la recordaban. Giles comenta que simplemente se hizo invisible: era la manera en que todos la percibían. La meta de Marcie es destruir a Cordelia, que está algo inquieta con los constantes ataques hacia sus amigos y su novio. La coronación de Cordelia como reina de primavera puede ser el lugar perfecto para el ataque de Marcie y Cordelia está aterrada.
Mientras se prepara para la coronación, Marcie la lleva a su escondite. En ese momento Giles, Xander y Willow escuchan una música y tratan de seguirla, esperando encontrar a la chica invisible. Los tres terminan encerrados en la sala de calderas, donde caen inconscientes por los gases. Marcie anestesia a Buffy y Cordelia, llevándolas al Bronze, donde las ata. Marcie, con un arsenal completo de instrumentos quirúrgicos, le dice a Cordelia que le dejará un rostro que nadie podrá olvidar. Llega cortarle la cara pero Buffy se libera. Tras varios intentos golpea a la chica invisible, pero entran unos agentes del FBI y se llevan a Marcie. 
Ángel salva a la pandilla inconsciente, pero Giles le dice a Buffy que los salvó el conserje. Cordelia se muestra agradecida con la pandilla hasta que llegan sus amigos y su novio y vuelve a ser la misma de siempre.

## Actores

### Personajes principales
- Sarah Michelle Gellar como Buffy Summers.
- Nicholas Brendon como Xander Harris.
- Alyson Hannigan como Willow Rosenberg.
- Charisma Carpenter como Cordelia Chase.
- Anthony Stewart Head como Rupert Giles.

### Apariciones especiales
- David Boreanaz como Ángel.
- Clea DuVall como Marcie Ross.
- and Armin Shimerman como Director Snyder.

### Personajes secundarios
- Mercedes McNab como Harmony Kendall.

## Producción
La escena en la que Marcie mira su mano volviéndose invisible está inspirado en un sueño lúcido que el creador de la serie Joss Whedon tuvo de pequeño.
En su estreno el episodio tuvo una audiencia de 2.3 millones de espectadores. Mientras que en su reestreno en octubre de 1998, llegó a 3.1 millones de espectadores.